# Kahūrtak (ort i Iran)
Kahūrtak (persiska: کهورتک) är en ort i Iran.   Den ligger i provinsen Hormozgan, i den sydöstra delen av landet, 1 100 km sydost om huvudstaden Teheran. Kahūrtak ligger 255 meter över havet och antalet invånare är 435.
Terrängen runt Kahūrtak är platt åt sydväst, men åt nordost är den kuperad.Runt Kahūrtak är det glesbefolkat, med 8 invånare per kvadratkilometer. Närmaste större samhälle är Nezhdānlū, 16,5 km norr om Kahūrtak. Trakten runt Kahūrtak är ofruktbar med lite eller ingen växtlighet.